# VeCTORY!
『VeCTORY!』（ヴェクトリー）は、ビクターエンタテインメントが配信限定でリリースしているコンピレーション・アルバムのシリーズである。2008年12月24日に一斉に配信開始された。

## 概要
ビクターエンタテインメント所属のアーティストの曲を、1970年から2007年まで年代別に分けて収録している。全て10曲ずつ収録。価格は1,200円。1曲ずつでも購入できる（1曲につき200円）。
2009年8月、酒井法子が逮捕されたことに伴い、レコード店の店頭にある彼女のCDが回収され始めたので、酒井の曲の配信数も急上昇していた。中でも彼女の最大のヒット曲である「碧いうさぎ」はiTunes Storeで1位を記録した。8月12日、一時的に収録曲のうち彼女の曲のみ配信が停止されたが、配信が再開された（それ以前に酒井名義のシングルやアルバムは配信停止になっていた）。

## 収録曲

### VeCTORY! 1970 - 1972
1. 走れコウタロー / ソルティー・シュガー
2. 傷だらけの人生 / 鶴田浩二
3. 男と女のお話 / 日吉ミミ
4. なのにあなたは京都へゆくの / チェリッシュ
5. 子連れ狼 / 橋幸夫/若草児童合唱団
6. 再会 / 松尾和子
7. ポーリュシカ・ポーレ / 沖雅美
8. おまえに / フランク永井
9. 雨 / 三善英史
10. 芽ばえ / 麻丘めぐみ

### VeCTORY! 1973 - 1974
1. 心の旅 / Tulip
2. 新地ワルツ / レツゴー三匹
3. わたしの彼は左きき / 麻丘めぐみ
4. てんとう虫のサンバ / チェリッシュ
5. わたしの青い鳥 / 桜田淳子
6. なみだの操 / 殿さまキングス
7. 東京 / マイ・ペース
8. 恋のインディアン人形 / リンリン・ランラン
9. 青春の影 / Tulip
10. あなたにあげる / 西川峰子

### VeCTORY! 1975 - 1977
1. ロマンス / 岩崎宏美
2. センチメンタル / 岩崎宏美
3. ビューティフル・サンデー (Beautiful Sunday) / 田中星児
4. ペッパー警部 / ピンク・レディー
5. S・O・S / ピンク・レディー
6. 渚のシンドバッド / ピンク・レディー
7. UFO / ピンク・レディー
8. 思秋期（ししゅうき） / 岩崎宏美
9. 愛のメモリー / 松崎しげる
10. Lui-Lui / 太川陽介

### VeCTORY! 1978 - 1979
1. サウスポー / ピンク・レディー
2. モンスター / ピンク・レディー
3. シンデレラ・ハネムーン / 岩崎宏美
4. 追いかけてヨコハマ / 桜田淳子
5. カナダからの手紙 / 平尾昌晃 / 畑中葉子
6. 透明人間 / ピンク・レディー
7. あなたの空を翔びたい / 髙橋真梨子
8. 万華鏡 / 岩崎宏美
9. サンタモニカの風 / 桜田淳子
10. 虹とスニーカーの頃 / Tulip

### VeCTORY! 1980 - 1982
1. 帰ってこいよ / 松村和子
2. 春ラ!ラ!ラ! (LIVE) / 石野真子
3. 酸っぱい経験 / 多岐川裕美
4. 後から前から / 畑中葉子
5. すみれ色の涙 / 岩崎宏美
6. 化粧 / 桜田淳子
7. センチメンタル・ジャーニー / 松本伊代
8. 浪花節だよ人生は / 木村友衛
9. 聖母たちのララバイ / 岩崎宏美
10. for you… / 髙橋真梨子

### VeCTORY! 1983 - 1986
1. 家路 / 岩崎宏美
2. まっ赤な女の子 / 小泉今日子
3. 時に愛は / 松本伊代
4. ヤマトナデシコ七変化 / 小泉今日子
5. The Stardust Memory / 小泉今日子
6. 桃色吐息 / 髙橋真梨子
7. 決心 / 岩崎宏美
8. なんてったってアイドル / 小泉今日子
9. やっぱ好きやねん / やしきたかじん
10. 木枯しに抱かれて / 小泉今日子

### VeCTORY! 1987 - 1990
1. 男のコになりたい / 酒井法子
2. 水のルージュ / 小泉今日子
3. 1億のスマイル 〜PLEASE YOUR SMILE〜 / 酒井法子
4. JUST ONE MORE KISS / BUCK-TICK
5. ICHIZU / やしきたかじん
6. 麦畑 / オヨネーズ
7. WOMAN (L.A.VERSION '95) / アン・ルイス
8. 学園天国 / 小泉今日子 / 野村義男Band
9. 見逃してくれよ! / 小泉今日子
10. 一円玉の旅がらす / 晴山さおり

### VeCTORY! 1991 - 1995
1. スピード（殺シノ調ベ） / BUCK-TICK
2. あなたに会えてよかった / 小泉今日子
3. はがゆい唇 / 髙橋真梨子
4. 優しい雨 / 小泉今日子
5. ロマンスの神様 - 08' Remastering / 広瀬香美
6. My Sweet Home / 小泉今日子
7. 遥かな人へ / 髙橋真梨子
8. 幸せをつかみたい / 広瀬香美
9. 碧いうさぎ / 酒井法子
10. ゲレンデがとけるほど恋したい / 広瀬香美

### VeCTORY! 1996 - 1998
1. ごめんね… / 髙橋真梨子
2. 鏡のドレス / 酒井法子
3. DEAR...again / 広瀬香美
4. I love you / 河村隆一
5. Glass / 河村隆一
6. promise / 広瀬香美
7. 長い間 / Kiroro
8. 陽はまたのぼりくりかえす / Dragon Ash
9. 未来へ / Kiroro
10. ストロボ / 広瀬香美

### VeCTORY! 1999 - 2002
1. あの紙ヒコーキ くもり空わって / 19（ジューク）
2. Let yourself go, Let myself go / Dragon Ash
3. RALLY / Cymbals / 古市コータロー / 西野千菜美 / 加藤智彦 / 米山美弥子
4. 水・陸・そら、無限大/19（ジューク）
5. 足跡 / 19（ジューク）
6. Best Friend / Kiroro
7. 涙（なだ）そうそう / 夏川りみ
8. Fantasista / Dragon Ash
9. ミラージュ / GOING UNDER GROUND
10. The Perfect Vision / MINMI

### VeCTORY! 2003 - 2007
1. ダイアリー / GOING UNDER GROUND
2. MARIA / DAIGO☆STARDUST
3. The Power of Smile / KOKIA
4. 悲しみを撃つ手 / 未映子
5. Keep Holding U / SunMin thanX Kubota
6. たらこ・たらこ・たらこ / キグルミ
7. シャナナ☆ / MINMI
8. Softly / リア・ディゾン
9. 世界中の誰よりきっと (Version II) / 酒井法子
10. Altair 〜キミと出逢えたこと〜 / 少年カミカゼ